# Jan van Huysum
Jan van Huysum (født 15. april 1682 i Amsterdam, død 8. februar 1749 sammesteds) var en hollandsk blomstermaler og i mindre grad landskabsmaler. Han var bror til Jacob van Huysum og elev af sin far, blomstermaleren Justus van Huysum.
Han virkede i Amsterdam og nåede allerede i levende live stor anseelse for sit ypperlige blomstermaleri, der med enestående nænsom omhu gør rede for hver nok så lille enkelthed i de farverige med elegant og sirlig pensel udførte pragtbuketter (på lys baggrund), som tiden dog gerne har bleget og blånet (uholdbar grøn farve). Rijksmuseum Amsterdam ejer mange af hans billeder. Det smukke, men blegede blomsterbillede i Statens Museum for Kunst i København gav anledning til Henrik Wergelands digt: Jan van Huysums Blomsterstykke fra 1840. Billeder af Huysum i Stockholms og Göteborgs offentlige museer. Hans smålandskaber i "heroisk" stil interesserer mindre.